# Virginia Slims of New Orleans 1986
Il Virginia Slims of New Orleans 1986 è stato un torneo di tennis giocato sul sintetico indoor.
È stata la 3ª edizione del torneo, che fa parte del Virginia Slims World Championship Series 1986.
Si è giocato a New Orleans negli USA, dal 29 settembre al 5 ottobre 1986.

## Campionesse

### Singolare
Martina Navrátilová ha battuto in finale  Pam Shriver con il punteggio di 6–1, 4–6, 6–2

### Doppio
Candy Reynolds /  Anne Smith hanno battuto in finale  Svetlana Černeva /  Larisa Neiland con il punteggio di 6–3, 3–6, 6–3